# Воронино (Кирилловский район)
Воронино — деревня в Кирилловском районе Вологодской области.
Входит в состав Чарозерского сельского поселения, с точки зрения административно-территориального деления — в Печенгский сельсовет.
Расстояние до районного центра Кириллова по автодороге — 111,6 км, до центра муниципального образования Чарозера по прямой — 23 км. Ближайшие населённые пункты — Шухтино, Мережино, Русино, Бархатово, Ефремовская, Левково, Королево, Степачево, Васюково, Семеновская, Рыбацкая, Иваново.
По переписи 2002 года население — 3 человека.

На Благовещенском погосте в Печенге (Печенгская волость) в 1775 году была деревянная церковь, имевшая три престола. Построенная в 1812 году каменная церковь с колокольней имела два престола.